# Romerske republik (1798-1799)
 For alternative betydninger, se Romerske republik (flertydig). (Se også artikler, som begynder med Romerske republik)
Andre artikler omhandler den romerske republik under antikken (510-27 f. Kr.) og den romerske republik af 1849.
Den romerske republik blev oprettet den 7. marts 1798, da franske troppestyrker rykkede ind i Rom i det som var igen af Kirkestaten og proklamerede republik. Dette skete under påskud af at skabe ro efter drabet på den franske general Mathurin-Léonard Duphot i Rom sent i 1797.
Pave Pius 6. blev sendt i eksil til Frankrig, og døde der i 1799. I 1799 blev også Tiberinarepublikken, med hovedstad i Perugia, forenet med den romerske republik.
Den romerske republik var kortlivet; Kirkestaten blev genoprettet i juni 1800.